# Tomomi Miyamoto
Tomomi Miyamoto (jap. 宮本 ともみ, Miyamoto Tomomi; * 31. Dezember 1978 in Sagamihara) ist eine ehemalige japanische Fußballspielerin.

## Karriere

### Verein
Sie begann ihre Karriere bei Iga FC Kunoichi, wo sie von 1997 bis 2008 spielte. Sie trug 1999 zum Gewinn der Nihon Joshi Soccer League bei. 2009 folgte dann der Wechsel zu TEPCO Mareeze. 2011 kehrte er nach Iga FC Kunoichi zurück. 2012 beendete sie Spielerkarriere.

### Nationalmannschaft
Im Jahr 1997 debütierte Miyamoto für die japanischen Nationalmannschaft. Sie wurde in den Kader der Weltmeisterschaft der Frauen 1999, 2003, 2007 und Olympischen Sommerspiele 2004 berufen. Insgesamt bestritt sie 77 Länderspiele für Japan.

## Errungene Titel

### Mit Vereinen
- Nihon Joshi Soccer League: 1999

### Persönliche Auszeichnungen
- Nihon Joshi Soccer League Best XI: 1999, 2003